# Alex Kirk
Alex Ryan Kirk (nacido el 14 de noviembre de 1991 en Los Álamos, Nuevo México) es un jugador de baloncesto estadounidense nacionalizado japonés que pertenece a la plantilla de los Ryukyu Golden Kings de la B.League de Japón. Con 2,13 metros de estatura, juega en la posición de pívot.

## Trayectoria deportiva

### Universidad
Jugó durante tres temporadas con los Lobos de la Universidad de Nuevo México, en las que promedió 10,0 puntos, 6,8 rebotes y 1,7 tapones por partido. En 2013, fue incluido en el segundo mejor quinteto de la Mountain West Conference y en el mejor quinteto defensivo. Al año siguiente repitió puesto en el mejor equipo defensivo de la conferencia, bajando al tercer mejor quinteto absoluto.

### Profesional
Tras no ser elegido en el Draft de la NBA de 2014, se unió al equipo de los Cleveland Cavaliers en la NBA Summer League 2014, equipo por el cual acabó firmando el 11 de agosto. Debutó en la liga ante los Portland Trail Blazers, logrando dos puntos y una asistencia.